# Авиационный удар по Балакоту
Авиационный удар по Балакоту произошёл 26 февраля 2019 года, когда двенадцать Дассо Мираж 2000 Военно-воздушных сил Индии пересекли линию контроля в Кашмире, чтобы нанести авиаудар по предполагаемому лагерю подготовки террористов на территории Пакистана, в отместку за нападение на Пулваму (45 погибших), которое произошло за две недели до этого.
По данным Индии, самолёты уничтожили лагерь террористиеской организации Джаиш-е-Мухаммад в Балакоте, убив неустановленное число боевиков, и вернулись в воздушное пространство Индии целыми и невредимыми, несмотря на поднятые на перехват пакистанские самолёты.
По данным Пакистана, самолёты нарушили его воздушное пространство вблизи Музаффарабада. В ответ Пакистан поднял свои F-16, заставив индийские самолёты отступить в воздушное пространство Индии, неприцельно сбросив при этом свою бомбовую нагрузку. В итоге, как утверждает Пакистан, никаких жертв или ущерба нанесено не было.
После этого инцидента индийские и пакистанские войска обстреляли друг друга через линию контроля.
Авиаудар был первым после войны 1971 года, когда самолёты индийских ВВС пересекли линию контроля и первым после того, как оба государства стали ядерными державами.

## Предпосылки
Восстание в Кашмире началось в 1989 году, но усилилось после 2016 года, когда Индия убила популярного лидера повстанцев. В 2018 году были жестоко убиты[кем?] более 500 человек (включая мирных жителей, солдат и боевиков).
14 февраля 2019 года колонна транспортных средств, перевозивших сотрудников Службы безопасности на Национальной автомагистрали Джамму-Сринагар, была атакована террористом-смертником, находившимся в автомобиле, в Летпоре в районе Пулвама (штат Джамму и Кашмир). В результате нападения погибли 46 сотрудников полиции центрального резерва и сам террорист. Исполнитель нападения был родом из Кашмира. Ответственность за теракт взяла на себя базирующаяся в Пакистане исламистская группировка «Джаиш-е-Мохаммад» (ДжеМ).
Пакистан осудил это нападение и отрицает какую-либо связь с ним. При этом Исламабад никак не отреагировал на требование уничтожить организаторов этого теракта.
Авиаудар произошел накануне предстоящих всеобщих выборов в Индии. 19 февраля премьер-министр Пакистана обусловил желание индийского правительства напасть на Пакистан предстоящими выборами; правительство Индии отвергло это утверждение.

## Инцидент
26 февраля 2019 года, примерно в 3:30 ночи 12 истребителей индийских ВВС Дассо Мираж 2000 нанесли авиаудары недалеко от н/п Балакот, находящемуся глубоко на территории Пакистана. Налёт завершился между 3:45 и 3:53, сама акция длилась не более 90 секунд. Индийские истребители сбросили шесть 1000-килограммовых управляемых авиабомб с лазерным наведением.
Целью стал лагерь организации Джаиш-е-Мухаммад (ДжеМ) в 20 км от Балакота, расположенный, по утверждению индийской разведки, в лесу на вершине холма; он является курортным объектом с пространством и комнатой для 500—700 боевиков, включая бассейн, поваров и уборщиков.
По данным WikiLeaks, в докладе Министерства обороны США за 2004 год говорится, что у Балакота был «учебный лагерь», который предлагает как базовую, так и продвинутую подготовку террористов по взрывчатым веществам и артиллерии.
Средства ПВО Исламской Республики были захвачены врасплох и не успели отреагировать на налёт.
Впоследствии утверждалось, что эти удары носили «невоенный» и «предупредительный» характер и были направлены против объекта «Джаиш-э-Мохаммад» на территории Пакистана. Некоторые индийские новостные каналы также сообщили о новых авиаударах Индии по пусковым площадкам террористов в Чакоти и Музаффарабаде.
Пакистанские официальные лица признали вторжение индийских самолётов в воздушное пространство Пакистана, но заявили, что индийский флот был перехвачен до тех пор, пока они не отступили назад, выпустив полезные грузы и выбросив топливо на открытой местности. В ходе брифинга для прессы пресс-секретарь по связям с общественностью (ISPR) генерал-майор Асиф Гафур заявил, что рано утром 26 февраля были замечены три группы МАФ[что?], приближающиеся к пакистанской границе из различных секторов. Он добавил, что обе эти команды не пересекли границу после вызова пакистанских самолётов, летающих боевым воздушным патрулем, но третий пересек линию контроля из Долины Киран близ Музаффарабада, прежде чем быть перехваченным самолётами военно-воздушных силы Пакистана в течение трех минут после вторжения. Министр обороны Пакистана Первез Хаттак заявил, что пакистанские ВВС в то время не нанесли ответного удара, поскольку «не смогли оценить масштабы ущерба».

### Ущерб
Индия утверждала, что лагерь был уничтожен, и 250—300 террористов было убито, «было ликвидировано очень большое число террористов ДжеМ, инструкторов, старших командиров и групп джихадистов», которые готовились к совершению ещё одного нападения террористов-смертников на индийской территории; точные цифры варьировались в зависимости от СМИ.
Советник по национальной безопасности премьер-министра Индии Аджит Доваль на заседании Комитета кабинета правительства по безопасности сообщил, что уничтожен был не простой лагерь. В ходе операции вместе с рядовыми террористами погибли 25 представителей командования исламистской организации, в том числе и те, что планировали и осуществляли теракт в Пулваме.
При этом НДТВ[что?] сообщило, что ДжеМ, вместе со своими инструкторами и другими боевиками, вывез многих новобранцев из Азад-Кашмира в Балакот-Техсил на границе между Азад-Кашмиром и Хайбер-Пахтунхвой.
Дипломаты[чьи?] и аналитики[какие?] выразили сомнения в эффективности удара, заявив, что террористические группы вдоль границы покинули бы этот район после того, как премьер-министр Индии поклялся отомстить за нападение на Пулваму.
Местное население разошлось во мнении. В то время как некоторые утверждали, что это был активный тренировочный лагерь Джейш, другие утверждали, что это была просто школа для местных детей и что такие лагеря боевиков существовали гораздо раньше.
Жители этого района утверждали, что около 3 часов ночи в близлежащий лес и поле попали четыре бомбы, в результате чего было повреждено здание и ранен местный житель. Группа из «Аль-Джазиры» посетила это место через два дня после ударов и отметила «расколотые сосны и скалы», которые были разбросаны по четырём взрывным кратерам. Представители местной больницы и местные жители утверждают, что они не встречали пострадавших или раненых. Журналисты установили местонахождение школы, которой руководит Джаиш-е-Мохаммад, примерно в километре к востоку от одного из кратеров бомбы, на вершине крутого хребта, но не смогли добраться до него. Журналисты из Associated Press, посетили этот район 26 февраля и увидели кратеры и поврежденные деревья. Жители не сообщали о потерях. Анализ спутниковых данных Натан Русер, из Австралийского института стратегической политики отметили отсутствие каких-либо видимых свидетельств, чтобы убедиться в заявлениях Индии.

## Последствия
Вооруженные силы обеих стран были приведены в высшую степень боеготовности.
ВВС Индии поставили системы противовоздушной обороны на боевое дежурство вдоль международной границы и линии контроля, для реагирования на любые возможные ответные действия пакистанских ВВС.
После этого инцидента индийские и пакистанские войска обстреляли друг друга[когда?] через линию контроля; Пакистан сообщил о четырёх убитых и одиннадцати раненых мирных жителях в результате обстрелов со стороны Индии.
Министр иностранных дел Пакистана Шах Мехмуд Куреши созвал экстренное совещание в Исламабаде, Пакистан, для обсуждения ситуации в области безопасности. Он также заявил, что Пакистан вывезет международные СМИ в район ударов. Вертолеты готовились, но из-за плохих погодных условий они смогут лететь только когда позволит погода.
ANI утверждал, что опубликовал фотографии предполагаемого лагеря ДСР и тайника с оружием, полученные из разведывательных источников. Иностранные дипломаты из Соединенных Штатов, Соединенного Королевства, России, Австралии, Индонезии, Турции, Китая и шести стран АСЕАН были проинформированы министром иностранных дел Индии Виджаем Гокхале о проведённой акции.

### Ответный удар
27 февраля 2019 ВВС Пакистана нанесли авиаудар по объектам на территории Индии; при этом произошёл воздушный бой между авиационными группами ВВС Индии и ВВС Пакистана, имеются потери с обеих сторон.